# 下田広氏
下田 広氏（しもだ ひろうじ）は、戦国時代の武士。

## 略歴
下田氏は丹波国の国人。秦河勝の後裔とされる。下田氏（川勝氏）は丹波桑田郡・船井郡内を知行し、室町幕府に仕えてきた。
広氏は15世紀末期 - 16世紀初期を生きた人物で、家伝によれば、秦河勝（広隆）より32代目の嫡流とされる。10代将軍・足利義材、11代将軍・義澄に仕えた。丹波桑田郡下田に住していたので下田を称した。『寛永諸家系図伝』、『寛政重修諸家譜』ともに、広氏から幕臣川勝氏の系図は始まっている。
先の応仁の乱では、幕府の管領を務めた細川勝元に従って、下田氏（川勝氏）は他の国人衆と共に合戦に参加、丹波の有力な国人領主であったことが窺われる。